# Plestia scylla
Plestia scylla är en insektsart som beskrevs av Ronald Gordon Fennah 1950. Plestia scylla ingår i släktet Plestia och familjen Ricaniidae. Inga underarter finns listade i Catalogue of Life.